# Nina Matejić
Nina Matejić (szerbül: Нина Матејић; 2005. február 8. –) szerb női válogatott labdarúgó. A Sloga Zemun csatára.

## Pályafutása

### Klubcsapatokban
Matejić hétévesen Pozsarevácban kezdett el focizni és szinte a kezdetektől számolatlanul lőtte a gólokat.
15 évesen mutatkozott be a szerb bajnokságban, ahol a szezon első felében már a liga legjobb játékosának választották 18 meccsen szerzett 23 góljával, amivel a Bayern München figyelmét is felkeltette.
Még ebben az évben, a rájátszásban 16 találattal növelte góljainak számát 6 találkozón. A 2021. április 25-i Zemun elleni mérkőzést Matejić öt góljával nyerte meg csapata, egy fordulóval később pedig négyet lőtt a Kanjiža együttesének.
Mutatói alapján nem volt kétséges, hogy egy nagyobb csapatban folytatja és a Sloga Zemunnal kezdte meg a 2021–22-es évadot.
2021. szeptember 4-én a bajnokság 2. fordulójában mutatkozott be a Sloga színeiben, és csapata 6–4-es gólzáporos győzelméből, négy gólt vállalt. A szezon hátralévő részében még öt meccsen lépett pályára, melyeken három alkalommal volt eredményes.

### A válogatottban
2021. február 17-én a Török-kupán góllal mutatkozott be a válogatottban India ellen.
Három percre volt szüksége ahhoz, hogy megszerezze hazájának a vezetést a Németország elleni 2023-as vb-selejtezőn.

## Statisztikái

### A válogatottban
2022. június 24-ével bezárólag
| Válogatott | Szezon   | Mérk. | Gól |
| ---------- | -------- | ----- | --- |
| Szerbia    |          |       |     |
| 2021       | 6        | 3     |     |
| 2022       | 1        | 0     |     |
| Összesen   | Összesen | 7     | 3   |

| Szerbia színeiben szerzett góljai | Szerbia színeiben szerzett góljai | Szerbia színeiben szerzett góljai      | Szerbia színeiben szerzett góljai | Szerbia színeiben szerzett góljai | Szerbia színeiben szerzett góljai | Szerbia színeiben szerzett góljai | Szerbia színeiben szerzett góljai |
| --------------------------------- | --------------------------------- | -------------------------------------- | --------------------------------- | --------------------------------- | --------------------------------- | --------------------------------- | --------------------------------- |
|                                   |                                   |                                        |                                   |                                   |                                   |                                   |                                   |
| Gól                               | Dátum                             | Helyszín                               | Ellenfél                          | Találat                           | Eredmény                          | Esemény                           | Forrás                            |
| 1                                 | 2021. február 27.                 | Gold City, Alanya, Törökország         | India                             | 2–0                               | 2–0                               | Török-kupa                        | [ 6 ]                             |
| 2                                 | 2021. szeptember 21.              | Stadion an der Gellertstraße, Chemnitz | Németország                       | 1–0                               | 1–5                               | 2023-as vb-selejtező              | [ 7 ]                             |
| 3                                 | 2021. október 21.                 | Estádio do Bonfim, Setúbal             | Portugália                        | 1–1                               | 1–2                               | 2023-as vb-selejtező              | [ 7 ]                             |